# Coupe d'Italie de rugby à XV 2022-2023
Navigation
Coppa Italia 2021-2022 Coppa Italia 2023-2024
La Coupe d'Italie de rugby à XV 2022-2023 oppose les équipes italiennes du Championnat d'Italie de rugby à XV qui ne participent pas aux matchs des coupes européennes. Cette compétition a été remodelée par la Fédération italienne de rugby à XV pour permettre aux clubs ne disputant pas l'European Rugby Challenge Cup de rester en activité. Ce mini-championnat est composé de deux groupes de cinq équipes dont les vainqueurs s'opposent lors d'une finale[réf. à confirmer].

## Participants
| Poule 1 - Petrarca Rugby - Rugby Calvisano - Rugby Colorno 1975 - Mogliano Rugby 1969 - CUS Torino | Poule 2 - Valorugby Emilia - Femi-CZ Rovigo Delta - Rugby Viadana 1970 - Fiamme Oro Rugby - Sitav Rugby Lyons |  |

## Poule 1

### Classement
| Rang | Club            | J | V | N | D | Bo | Bd | Pm  | Pe  | Diff | Pts |
| ---- | --------------- | - | - | - | - | -- | -- | --- | --- | ---- | --- |
| 1    | Petrarca Padoue | 4 | 4 | 0 | 0 | 3  | 0  | 163 | 34  | +129 | 19  |
| 2    | Rugby Calvisano | 4 | 3 | 0 | 1 | 3  | 0  | 131 | 72  | +59  | 15  |
| 3    | Colorno         | 4 | 2 | 0 | 2 | 2  | 0  | 137 | 88  | +49  | 10  |
| 4    | Mogliano SSD    | 4 | 1 | 0 | 3 | 1  | 0  | 62  | 167 | -105 | 5   |
| 5    | CUS Turin       | 4 | 0 | 0 | 4 | 1  | 0  | 52  | 184 | -132 | 1   |

|  | Qualifié pour la finale (no 1) |

## Poule 2

### Classement
| Rang | Club           | J | V | N | D | Bo | Bd | Pm  | Pe  | Diff | Pts |
| ---- | -------------- | - | - | - | - | -- | -- | --- | --- | ---- | --- |
| 1    | Reggio         | 4 | 4 | 0 | 0 | 2  | 0  | 109 | 71  | +38  | 18  |
| 2    | Rugby Rovigo   | 4 | 3 | 0 | 1 | 3  | 0  | 109 | 82  | +27  | 15  |
| 3    | Rugby Viadana  | 4 | 2 | 0 | 2 | 5  | 0  | 117 | 89  | +28  | 13  |
| 4    | Fiamme Oro     | 4 | 1 | 0 | 3 | 1  | 0  | 103 | 103 | 0    | 5   |
| 5    | Lyons Piacenza | 4 | 0 | 0 | 4 | 0  | 0  | 53  | 146 | -93  | 0   |

|  | Qualifié pour la finale (no 1) |

## Finale
| 8 avril 2023 | Petrarca Rugby | 51 - 42 (20 - 21) | Valorugby Emilia | Vérone Arbitre : F. Vedovelli |
| 8 avril 2023 |                |                   |                  | Vérone Arbitre : F. Vedovelli |
| 8 avril 2023 |                |                   |                  | Vérone Arbitre : F. Vedovelli |